# Klaus Jahnke
Klaus Jahnke (* 21. Februar 1941 in Stettin; † 13. November 2015 in Essen) war ein deutscher Hals-Nasen-Ohrenarzt und Professor an den Universitätskliniken in Tübingen und Essen. Er war Spezialist auf dem Gebiet der Mittel- und Innenohrchirurgie.

## Biografie
Jahnke war der jüngste Sohn des Augenarztes Walter Jahnke und Luise Feodora geb. Schlegel; er hatte vier Brüder, die ebenfalls Medizin studierten. Seine Kindheit verbrachte er mit seiner Familie in West-Berlin.
Von 1960 bis 1966 studierte er Humanmedizin an den Universitäten Berlin, Basel und Hamburg, wo er 1966 promovierte. Seine Dissertation schrieb er über das Thema Luxationen und Frakturen der Halswirbelsäule.
Seine Laufbahn in der Hals-Nasen-Ohrenheilkunde begann Jahnke 1969 am Universitätsklinikum Köln unter Thomas Wustrow. Sein wissenschaftliches Interesse auf dem Gebiet der Mittel- und Innenohrphysiologie führte ihn 1975 als Stipendiat der Deutschen Forschungsgemeinschaft an das II. Physiologische Institut des Karolinska-Instituts und an die HNO-Klinik des Karolinska-Krankenhauses in Stockholm.
1976 habilitierte Jahnke mit dem Thema Zur Feinstruktur und Funktion der Permeabilitätsbarrieren des Innenohrs unter der Obhut von Dietrich Plester in Tübingen. Beide forschten zusammen unter anderem an den Vor- und Nachteilen von verschiedenen Implantat-Materialien für die Mittelohrchirurgie.
1979 erwarb das Deutsche Museum in München eines dieser Implantate aus Aluminiumoxid-Keramik und präsentierte dies in der Keramik-Ausstellung.
Jahnke untersuchte unter anderem auch Taubheit aufgrund von Hyperinsulinämie, Morbus Menière und entwickelte Operationstechniken für die vollständige Entfernung großer Tumoren der vorderen Schädelbasis.
1980 wurden seine wissenschaftlichen Verdienste von der Deutschen Gesellschaft für Hals-Nasen-Ohrenheilkunde, Kopf- und Halschirurgie mit dem Anton-von-Tröltsch-Preis gewürdigt. Im selben Jahr wurde er zum Professor ernannt.
1981 erhielt er ein Stipendium der Else-Übelmesser-Stiftung für einen Forschungs- und Informationsaufenthalt an nordamerikanischen Zentren der Kopf- und Hals- und Tumorchirurgie. Er dozierte an der University of Texas als Gastprofessor.
Von 1987 bis 1990 leitete er die Hals-Nasen-Ohrenklinik des Universitätsklinikums Gießen kommissarisch.
1989 übernahm er die Leitung der Universitäts-HNO-Klinik der medizinischen Fakultät Essen, deren Direktor er bis 2006 blieb. Dort forschte er unter anderem an Plattenepithelkarzinomen von Kopf und Nacken und Trommelfellrekonstruktionen mit Knorpel. Er beschäftigte sich ausführlich mit Prothesen und Rekonstruktion des Steigbügels. Großen Fokus legte er auf die Forschung an der Hörschnecke (Cochlea) und Cochlea-Implantaten. In Kooperation mit Jahnke gründete Reinhold Bagus 1995 in Essen das Cochlea Implant Centrum (CIC) Ruhr. Bis zum heutigen Tag existiert eine Kooperation der HNO-Klinik Essen und des CIC Ruhr. 2003 beschrieb Jahnke die neuesten Techniken und Entwicklungen auf dem Gebiet der Mittelohrchirurgie in dem Buch Current Topics in Otolaryngology – Head and neck surgery: Middle ear surgery.
Nach seiner Emeritierung gab Jahnke sein Wissen auf dem Gebiet der Mittelohr- und Stapeschirurgie auf nationalen und internationalen Kongressen und in OP-Kursen weiter.

## Mitgliedschaften
- Mitglied des Präsidiums der Deutschen Gesellschaft für Hals-Nasen-Ohrenheilkunde, Kopf- und Halschirurgie, 1999/2000 Präsident, seit 2008 Ehrenmitglied
- Präsident des IV. European Congress of Oto-Rhino-Laryngology, Head and Neck Surgery in Berlin, Mai 2000
- Mitglied des Präsidiums der International Federation of Otorhinological Societies (IFOS), seit 2002 Counsellor.
- Mitglied des Präsidiums der Politzer-Society (Internationale Gesellschaft für Ohrchirurgie)
- Mitglied des Präsidiums der European Federation of Otorhinolaryngological Societies (EUFOS), Vizepräsident bis 2004, Counsellor
- Präsident der European Academy of Otorhinolaryngology, Head and Neck Surgery, seit 2009 Ehrenmitglied[3]

## Ehrungen und Auszeichnungen
- 1980: Anton-von-Tröltsch-Preis für die Beschreibung der Permeabilitätsschranken des Innenohrs[13]
- 2002: Golden Award und Goldmedaille von der „International Federation of Otorhinological Societies (IFOS)“[3]